# Eurobowmaniella simulans
Eurobowmaniella simulans är en kräftdjursart som först beskrevs av W. M. Tattersall 1915.  Eurobowmaniella simulans ingår i släktet Eurobowmaniella och familjen Mysidae. Inga underarter finns listade i Catalogue of Life.